# Mackenzie McDonald
Mackenzie McDonald (* 16. April 1995 in Berkeley, Kalifornien) ist ein US-amerikanischer Tennisspieler.

## Karriere
Mackenzie McDonald spielt hauptsächlich auf der ATP Challenger Tour und der ITF Future Tour. Er konnte bislang zwei Doppelsiege auf der Future Tour feiern. Auf der Challenger Tour gewann er seinen ersten Einzeltitel in Fairfield durch einen Finalsieg gegen Bradley Klahn.
Sein Debüt auf der ATP World Tour gab er 2013 beim Masters-Turnier in Cincinnati, wo er sich über die Qualifikationsrunden für das Hauptfeld qualifizieren konnte. Er verlor dort seine Erstrundenbegegnung gegen David Goffin deutlich mit 1:6 und 1:6. Ein Jahr später erhielt er beim selben Turnier in Cincinnati eine Wildcard für den Doppelbewerb. Er trat somit an der Seite von Tim Smyczek in der ersten Runde gegen das Duo Steve Johnson und Sam Querrey an. Das Match wurde deutlich verloren. 2016 gelang ihm an der Seite von Brian Baker in Fairfield sein erster Challenger-Turniersieg. Im Oktober 2023 erreichte er mit Rang 37 seine beste Einzelplatzierung.

## Erfolge
| Legende (Anzahl der Siege)            |
| Grand Slam                            |
| ATP Finals Next Generation ATP Finals |
| ATP Tour Masters 1000                 |
| ATP Tour 500 (1)                      |
| ATP Tour 250                          |
| ATP Challenger Tour (6)               |

| ATP-Titel nach Belag |
| Hartplatz (1)        |
| Sand (0)             |
| Rasen (0)            |

### Einzel

#### Turniersiege
| Nr. | Datum            | Turnier    | Belag         | Finalgegner     | Ergebnis      |
| --- | ---------------- | ---------- | ------------- | --------------- | ------------- |
| 1.  | 15. Oktober 2017 | Fairfield  | Hartplatz     | Bradley Klahn   | 6:4, 6:2      |
| 2.  | 6. Mai 2018      | Seoul      | Hartplatz     | Jordan Thompson | 1:6, 6:4, 6:1 |
| 3.  | 28. Februar 2021 | Nur-Sultan | Hartplatz (i) | Jurij Rodionov  | 6:1, 6:2      |
| 4.  | 20. Oktober 2024 | Shenzhen   | Hartplatz     | Arthur Cazaux   | 6:4, 7:64     |

#### Finalteilnahmen
| Nr. | Datum          | Turnier          | Belag     | Finalgegner   | Ergebnis      |
| --- | -------------- | ---------------- | --------- | ------------- | ------------- |
| 1.  | 8. August 2021 | Washington, D.C. | Hartplatz | Jannik Sinner | 5:7, 6:4, 5:7 |

### Doppel

#### Turniersiege

##### ATP World Tour
| Nr. | Datum           | Turnier | Belag     | Partner      | Finalgegner                       | Ergebnis         |
| --- | --------------- | ------- | --------- | ------------ | --------------------------------- | ---------------- |
| 1.  | 9. Oktober 2022 | Tokio   | Hartplatz | Marcelo Melo | Rafael Matos David Vega Hernández | 6:4, 3:6, [10:4] |

##### ATP Challenger Tour
| Nr. | Datum            | Turnier       | Belag     | Partner     | Finalgegner                 | Ergebnis  |
| --- | ---------------- | ------------- | --------- | ----------- | --------------------------- | --------- |
| 1.  | 16. Oktober 2016 | Fairfield     | Hartplatz | Brian Baker | Sekou Bangoura Eric Quigley | 6:3, 6:4  |
| 2.  | 6. Januar 2018   | Playford City | Hartplatz | Tommy Paul  | Maverick Banes Jason Kubler | 7:64, 6:4 |

#### Finalteilnahmen
| Nr. | Datum           | Turnier    | Belag     | Partner        | Finalgegner                    | Ergebnis          |
| --- | --------------- | ---------- | --------- | -------------- | ------------------------------ | ----------------- |
| 1.  | 6. August 2023  | Washington | Hartplatz | Ben Shelton    | Máximo González Andrés Molteni | 7:64, 2:6, [6:10] |
| 2.  | 19. August 2024 | Cincinnati | Hartplatz | Alex Michelsen | Marcelo Arévalo Mate Pavić     | 2:6, 4:6          |

## Abschneiden bei Grand-Slam-Turnieren

### Einzel
| Turnier         | 2013 | 2014 | 2015 | 2016 | 2017 | 2018 | 2019 | 2020 | 2021 | 2022 | 2023 | 2024 | 2025 | Karriere |
| --------------- | ---- | ---- | ---- | ---- | ---- | ---- | ---- | ---- | ---- | ---- | ---- | ---- | ---- | -------- |
| Australian Open | —    | —    | —    | —    | —    | 2    | 2    | 1    | AF   | 2    | 3    | 1    | Q3   | AF       |
| French Open     | —    | —    | —    | —    | Q2   | —    | 1    | 2    | 2    | 3    | 1    | 1    | 1    | 3        |
| Wimbledon       | —    | —    | —    | —    | Q2   | AF   | —    |      | 1    | 2    | 1    | 1    | 1    | AF       |
| US Open         | Q1   | Q1   | —    | 1    | Q2   | 1    | —    | 1    | 2    | 1    | 2    | 1    |      | 2        |

Zeichenerklärung: S = Turniersieg; F, HF, VF, AF = Einzug ins Finale / Halbfinale / Viertelfinale / Achtelfinale; 1, 2, 3 = Ausscheiden in der 1. / 2. / 3. Hauptrunde; Q1, Q2, Q3 = Ausscheiden in der 1. / 2. / 3. Qualifikationsrunde; nicht ausgetragen

### Doppel
| Turnier         | 2016 | 2017 | 2018 | 2019 | 2020 | 2021 | 2022 | 2023 | 2024 | 2025 | Karriere |
| --------------- | ---- | ---- | ---- | ---- | ---- | ---- | ---- | ---- | ---- | ---- | -------- |
| Australian Open | —    | —    | —    | 1    | —    | 2    | 1    | —    | 1    | —    | 2        |
| French Open     | —    | —    | —    | 1    | 1    | 1    | AF   | 2    | 2    | —    | AF       |
| Wimbledon       | —    | —    | —    | —    |      | —    | 1    | 1    | 2    | 1    | 2        |
| US Open         | 1    | —    | 2    | —    | VF   | 1    | 1    | AF   | 1    |      | VF       |